# Lappida canaliculata
Lappida canaliculata är en insektsart som beskrevs av Melichar 1912. Lappida canaliculata ingår i släktet Lappida och familjen Dictyopharidae. Inga underarter finns listade i Catalogue of Life.